# Deportivo Petrox
Deportivo Petrox fue un equipo de básquetbol profesional con sede en Talcahuano, Chile. Disputó 19 temporadas en la División Mayor del Básquetbol de Chile hasta su retiro de ésta, la antigua máxima competición del básquetbol chileno, el 21 marzo del año 2000. 

## Historia

### Fundación del club
El club deportivo nació bajo el alero de la Refinería Petrox S.A. de San Vicente, filial en Talcahuano de la Empresa Nacional del Petróleo de Chile. 
El 25 de marzo de 1981 un grupo de trabajadores de dicha planta se reunió para fundar las bases de lo que sería el equipo de básquetbol que representaría a la empresa en competencias regionales, nacionales e internacionales de las próximas dos décadas.
Jorge Rebolledo, Napoleón Trucco (Presidente del Club Deportivo Petrox), Enrique Araneda, Luis Gaona, Waldo Jiménez, Héctor Jiménez, Eladio Álvarez, José Pérez, Javier Ibáñez y Adolfo Sabando, la mayoría basquetbolistas, se dieron la tarea de dar forma al plantel que, bajo la dirección del entrenador Juan Morales, tuvo su primer entrenamiento el martes 14 de abril de ese año.
Cuando ya existía una estructura sólida en 1981, la rama de básquetbol del club se incorporó a la División Mayor del Básquetbol de Chile.

### Campeones de la Dimayor
En la Dimayor, Petrox se consagró campeón en cuatro ocasiones (1988, 1990, 1991 y 1992), siendo, junto a Provincial Osorno, el segundo club con más títulos nacionales en esta competición, solo por detrás de Universidad Católica y el segundo club en adjudicarse tres campeonatos de manera consecutiva. Junto con ello, en dos ocasiones fue campeón de la copa Campioni del Domani.
Durante su permanencia en el básquetbol profesional representó al país en campeonatos internacionales en Brasil, Argentina, Uruguay y Paraguay, además de enfrentarse en Chile con equipos de gran categoría como el Nike Team USA que contaba con exponentes de la NBA: Scottie Pippen, Rick Mahorn, Grant Long, Billy Owens, Harold Miner y Bob Martin. Dicho partido se jugó el 25 de agosto de 1994 en el Gimnasio Municipal de Concepción, donde los estadounidenses vencieron con el estrecho marcador de 93 a 87.
Paralelo al éxito del equipo durante esos años, la rama de menores de básquetbol del club formó a 2600 niños de Talcahuano y Hualpén, algunos de los cuales brillaron en torneos posteriores tanto regionales como nacionales.
El 21 de marzo de 2000 la dirigencia de Petrox acordó retirar al club de la competencia. Entre otros motivos, la prensa de la época señaló que la decisión se debía al conflicto laboral entre la dirigencia y el jugador Patrick Sáez, que le significó a la institución el pago de 12 600 000 de pesos por despido injustificado.

## Jugadores

### Extranjeros en el club
Estadounidenses
- Willia Bland (1992)
- Jerome Fitts (1990)
- Chuck Jones (1998)
- Ray Kelly (1998)
- Oliver Lee (1993)
- Tony Martin (1997)
- Donell Morgan (1995)
- Victor Morris (1992)
- Moochie Norris (1998)
- Andre Perry (1994-1996)
- Marcus Saxon (1999)
- Isaiah Tarre (1994)
- Patrick Tompkins (1999)
- Anthony Whites (1990-1991)
- Michael Williams (1992)
- Ronnie Wimbush (1996)
- Lance Ball (1989)
- Lester Hawkins (1985)
- Melvin Jackson (1982)
- Leon Jones (1988)
- Paul Gartlan (1981)
- Paul Schlicher (1981)
- Roosevelt Kirby (1984)
- Al Newman (1983)
- Dale Parker (1987)
- Dale Parker (1987)

Panameños
- Daniel Viafora (1983-1986; 1990-1998)

Dominicanos
- Soterio Ramírez (1999)

## Palmarés

### Torneos nacionales
- División Mayor del Básquetbol de Chile (4): 1988, 1990, 1991, 1992

### Torneos amistosos
- Copa Pancho de la Asociación de Básquetbol de Valparaíso (1): 1992
- Campioni del Domani (2): 1996, 1999